# Cogomella
Cogomella és un circ glacial dels Estanys de Cabdella, al municipi de la Torre de Cabdella (Pallars Jussà), dins el Parc Nacional d'Aigüestortes i Estany de Sant Maurici en la seva zona perifèrica.
Està enclavat en plena zona axial pirinenca. És un dels circs, el més oriental, de la capçalera del riu de Riqüerna, afluent per la dreta del Flamisell sota Cabdella. Els altres circs són la coma de Mig, al centre de la capçalera i la coma del Port o coma de Rus a l'extrem de ponent.

## Geografia[1]
La vall té una forma allargada i el seu eix pràcticament descendeix de nord a sud. Es troba per damunt dels 2.150 metres d'altitud, a la sortida d'aigües de l'estany Tapat, i culmina a 2.856 m al pic de Nariolo. Té una superfície aproximada de 4,93 km².
El límit del circ, per llevant, el marca el cordal que des del pic Espada (2.549 m), sempre en direcció nord, baixa a la collada de Font Sobirana (2.441 m), segueix tota la carena del tossal Tancat (2.661 m) i després de la collada de les Arenes (2.621 m) s'enfila al pic Fosser (2.743 m), baixa a la collada de Nariolo (2.633 m) i prossegueix fins al pic de Nariolo, cim culminant de la coma. Aquest cordal separa Cogomella del circ veí del Tort-Morto.
Pel nord tanca el circ una línia de cresta que el separa de la vall de Morrano i, en part, del circ de les Mussoles, ambdós de la Vall de Sant Nicolau. Aquesta carena baixa del pic de Nariolo, en direcció sud-oest, a la collada de Morrano (2.633 m), puja cap a l'oest al pic de Morrano (2.813 m) i, girant al sud, baixa a un coll (2.694 m) per ascendir al cap de Reguera (2.800 m). Aquesta zona nord de Cogomella, la de més altitud, destaca perquè presenta una extensa superfície d'erosió relativament suau, amb pocs relleus i baixos desnivells que contrasten vivament amb l'escabrositat i verticalitat dels vessants nord que baixen cap a la vall de Sant Nicolau.
La coma de Mig queda separada de Cogomella per la carena que, despresa del cap de Reguera, baixa en direcció sud per la cresta de Reguera fins al pic Salado (2.512 m) i acaba a ponent de l'estany Tapat on conflueixen les aigües de tota la coma.

## Els estanys
El circ de Cogomella ha estat modelat, pràcticament en la seva totalitat, damunt el gran batòlit granític de la Maladeta (Paleozoic). Un dels efectes més vistents de l'erosió glacial és la sobreexcavació del terreny formant cubetes on després s'acumulen les aigües formant els estanys. Aquest resultat és més palès i permanent en terrenys granítics, ja que els llindars rocosos o morrènics que retenen les aigües són molt resistents a l'erosió. Cogomella n'és un exemple.

Totes les aigües fan cap a l'Estany Gento

A la coma s'hi compten una desena d'estanys, quatre d'ells recrescuts amb una presa per augmentar-ne la capacitat d'emmagatzematge i tots ells aprofitats per a la producció d'energia hidroelèctrica. Els més importants són: el Reguera (a 2.430 m d'altitud, amb una notable presa de 141 m de longitud i 13 d'alçada) que desguassa al Salado (2.358 m i presa de 84 m de longitud i 12 d'alçada), que aporta les aigües al Tapat (2.154 m). El Grenui (2.450 m, amb una molt petita presa) que dona les seves aigües al Morera (2.379 m, amb presa de 60 m de llargada i uns 8 m d'alçada) que també desguassa a l'estany Tapat.
Dins el complex hidroelèctric de Cabdella, a la cota 2.250 del Barranc de Francí un assut recull les aigües procedents de la Coma de Mig i les deriva cap a una galeria subterrània de 3,6 km que passa per sota del Pic Salado, s'alimenta amb els cabals del sector de Cogomella (Estany Salado i Estany Morera) i, després de travessar el Tossal Tancat, les vessa a l'estany Fosser. Una altra galeria subterrània mena les aigües de l'estany Fosser a l'estany Gento, regulador del sistema.

## Senders per anar-hi
Les rutes normals parteixen de la vall Fosca:
- Des de Cabdella:[5] Des de la part alta del poble es pren l'antic camí a port de Rus i Boí que bordeja el torrent de Riqüerna per l'esquerra fins a arribar al pletiu de Rus, indret on conflueixen els torrents de Francí i el que baixa de l'estay Tapat. Prop de la cabana de pastors entronca amb el GR11, variant 20, que cal seguir cap a la dreta. Per l'esquerra es va al port de Rus. Es passa per l'estany Tapat i s'arriba a l'estany Morera, al llindar sud del circ de Cogomella (6,88 km).
- Des d'estany Gento:[6] Des de la terminal superior del telefèric es pren el camí de ferradura en direcció nord. A uns 300 metres es troba l'encreuament amb el sender GR11 que baixa del Tort. Cal prosseguir cap a l'esquerra a creuar el barranc de Sallente. El sender, després de passar per l'estany Fosser i la collada de Font Sobirana, arriba a l'estany Morera (3,84 km).
- Des del refugi de Colomina:[7] A pocs metres del refugi hi passa el GR11 que mena directament a l'estany Morera, al circ de Cogomella (5,49 km).